# Tarcsafalvi Albert
Tarcsafalvi Albert (Székelyszentmihály (Udvarhely megye), 1856. december 9. – 1926.) községi igazgatótanító, költő.

## Élete
Székely birtokos szülők fiaként született tízgyermekes családban. 1874-ben a kolozsvári állami tanítóképző növendéke lett, ahol 1877-ben a tanfolyamot bevégezte. 1877-78-ban a kolozsvári unitárius elemi iskolában alkalmaztatott. Egy év múlva Vargyason választották meg községi iskolai igazgató-tanítónak. Ez időtől fogva állandóan Vargyas község nevelésügyének vezetője volt. Az ifjúsági önképzőkört szervezte; sikerrel munkálkodott a faiskola körül. Az erdővidéki tanítótestületnek 9 évig jegyzője volt. Egyszersmind helyettes állami anyakönyvvezetőként is dolgozott. 1904-ben a kolozsvári Honvéd utcai állami iskolához került, majd 1908-ban az Erdélyi Irodalmi Társaság tagja lett.
Mint képzőintézeti növendék a kitűzött irodalmi és szavalati pályadíjakat nagyobb részt ő nyerte el. Írt több neveléstani cikket, sok gyermekverset a Hasznos Mulattatóba, költeményeket az Unitárius Közlönybe és a Székely-Udvarhelybe.

## Munkái
- Tört sugarak. Költemények. Székely-Udvarhely, 1897. (Ism. Vasárnapi Ujság 48. sz., Új Fővárosi :Lapok 19. sz.).
- Bibliai történetek. A népiskolák III., IV. oszt. számára. Az unitáriusok egyházi képviselő-tanácsa által 100 koronával jutalmazott pályamunka. Uo. 1898.
- Rövid utasítás a «Bibliai történetek» tanításához. Vargyas, 1898. aug. 11. Uo.
- Székely hangok. Versek (1897-1899). Uo. 1900. (Ism. Vasárnapi Ujság 8. sz., Nemzeti Iskola 13., M. Hirlap 35. sz.).
- Székelyföldön. Versek. Kolozsvár, 1912.